# Црква Светог Николе у Рамаћи
Црква Светог Николе Мирликијског у Рамаћи, налази се на падинама Рудника, 25 km западно од Крагујевца и припада Епархији жичкој Српске православне цркве. Подигли су је крајем 14. века (између 1389. и 1395) непознати ктитори (свештеник са сином и братом), а кнегиња Милица га је 1395. године приложила светогорском манастиру Светог Пантелејмона.
Радови на откривању и заштити живописа у унутрашњости цркве су изведени у периоду од 1956. до 1958. године, а црква у Рамаћи се данас налази под заштитом Републике Србије, као споменик културе од великог значаја.

## Архитектура
Манастирска црква је релативно мала грађевина једнобродне основе са, споља, осмостраном куполом и дрвеним нартексом који је дозидан у 19. веку. Њена спољашњост је омалтерисана, без, за тада доминантни Моравски стил очекиваних, украса, осим пиластара који одговарају онима у њеној унутрашњости.

## Живопис
Живопис у цркви је настао 1392. или почетком 1393. године и веома оштећен, али се и поред тога види да је веома занимљивог иконографског програма. Ктиторска композиција се налази на јужном зиду и сачињавају је свештеник у белом, његов брат и син који приносе цркву (њен модел држе свештеник и брат) светом Николи. Поред њих, на западном зиду су били насликани тадашњи владар Србије, кнез Стефан Лазаревић (кнез 1389—1402, деспот 1402—1427) и један патријарх (можда Спиридон (1379—1389)), док се фигуре мушкарца и жене двојако тумаче, или као непосредни суверен ктитора, господар Рудничког краја војвода Никола Зојић са супругом Видославом или као кнез Лазар и кнегиња Милица.
У средишњем делу цркве, насликани су Страдања Христова, сцене из живота Богородице и светог Николе, Велики празници, као и каменовање светог првомученика Стефана, док су у другој зони (изнад стојећих фигура у првој) приказани попрсја светаца у медаљонима. Причешће апостола, Богородица са анђелима, Поворка анђела и Поклоњење архијереја Христу насликано је у олтарском делу цркве, док су у куполи представљени библијски пророци и Небеска литургија.

## Галерија
- Ктиторска композиција
- Црква Светог Николе
- Црква Светог Николе
- Црква Светог Николе
- Црква Светог Николе
- Црква Светог Николе
- Црква Светог Николе
- Црква Светог Николе
- Црква Светог Николе
- Црква Светог Николе